# Rádio O Liberal CBN
Rádio O Liberal CBN foi uma emissora de rádio brasileira sediada em Belém, capital do estado do Pará. Operou no dial AM, na frequência 900 kHz e no dial FM, em 90,5 MHz e foi afiliada à Central Brasileira de Notícias. Pertencente ao Grupo Liberal, na época, Organizações Rômulo Maiorana. A emissora foi fundada em 2008, com o propósito de ser a primeira rádio all-news do Pará. A rádio encerrou suas atividades em 31 de janeiro de 2015, sendo substituída pela Rádio Liberal.

## História
A emissora foi fundada em 19 de dezembro de 2008, com o propósito de ser a primeira emissora de rádio do Pará com o conceito all-news, ou seja, a primeira a operar com grade dedicada a notícias 24 horas por dia, além das transmissões esportivas. Para isso, as Organizações Rômulo Maiorana decidiram afiliá-la à Central Brasileira de Notícias (CBN), que pertence ao Sistema Globo de Rádio, estreitando ainda mais a parceria que eles tinham com o grupo desde 1976, através da Rede Liberal e a Rede Globo.
Inicialmente, desde seu lançamento até 28 de janeiro de 2011, a emissora operava no dial FM, na frequência 90,5 MHz, quando os dirigentes das Organizações Rômulo Maiorana decidiram mover a emissora para o dial AM, na frequência 900 kHz, onde até então funcionava a Rádio Globo Belém, afiliada à Rádio Globo. Em sua antiga frequência no FM, foi lançada a Rádio LibMusic FM, um projeto de rádio adulto-contemporânea do grupo.
Às 23h59 do dia 31 de janeiro de 2015, a emissora desfiliou-se da Central Brasileira de Notícias, voltando a se chamar Rádio Liberal à meia-noite do dia seguinte (1 de fevereiro).